# Hwasong-16b
El Hwasong-16b (HS-16b) (coreano: 《화성포-16나》형; Hanja: 火星砲 16b型; literal: Artillería de Marte Tipo 16B) es un misil balístico de alcance intermedio (IRBM) de Corea del Norte.

## Diseño y desarrollo
El 10 de octubre de 2020, durante un desfile se reveló la existencia de un misil balístico intercontinental (ICBM) más grande que el Hwasong-15. Se lo denominó extraoficialmente "Hwasong-16" como parte de la línea de misiles Hwasong, aunque un análisis posterior de las imágenes indicó que oficialmente se lo denominaba Hwasong-17.
En noviembre de 2023, Corea del Norte anunció pruebas estáticas en tierra de motores de cohetes para un misil balístico intercontinental (IRBM) de combustible sólido. El 14 de enero de 2024, se realizó una prueba de vuelo que, según Corea del Sur, voló 1.000 km; Japón dijo que su análisis mostró que viajó al menos 500 km a la altitud máxima de 50 km. El misil utilizó las dos primeras etapas de los motores de cohetes sólidos del ICBM Hwasong-18. Un IRBM de combustible sólido podría amenazar bases militares estadounidenses como la de Guam a una distancia de hasta 3.300 km de Corea del Norte, al tiempo que tendría las mismas ventajas de ser más fácil de mover y más rápido de lanzar que el IRBM Hwasong-12 de combustible líquido. Los medios de comunicación norcoreanos también afirmaron que el misil estaba equipado con una ojiva hipersónica, que era similar a la carga útil cónica del vehículo de reentrada maniobrable con aletas (MaRV) utilizado en el misil hipersónico Tipo 2. Una carga útil de este tipo complicaría las defensas contra misiles balísticos debido a su trayectoria de vuelo de menor altitud, que la mantiene fuera de la cobertura del radar durante más tiempo, y a la capacidad de realizar maniobras terminales.
El 19 de marzo de 2024, Kim Jong Un supervisó una prueba inicial de motor de combustible sólido en preparación para otro lanzamiento. Una segunda prueba ocurrió el 2 de abril de 2024, donde el nombre del misil fue revelado como Hwasong-16Na (Hwasong-16b). Este lanzamiento se realizó con una carga útil de vehículo de planeo hipersónico (HGV) similar a la montada en el Hwasong-8; la página especializada 38 North especula que si la versión equipada con carga útil HGV del misil se designa Hwasong-16b, entonces la versión anterior equipada con carga útil MaRV podría designarse como Hwasong-16a. La Agencia Central de Noticias de Corea (KCNA) afirmó que el misil viajó 1.000 km y alcanzó una altitud máxima de 101,1 km, y posteriormente realizó una maniobra de elevación alcanzando una altitud de 72,3 km. Según las evaluaciones militares de Corea del Sur, el misil voló 600 km, mientras que el Ministerio de Defensa de Japón estimó un alcance de 650 km, lo que sugiere que la prueba del HGV no tuvo éxito. Se lanzó desde un transportador erector lanzador con ruedas de siete ejes (TEL), con un contenedor abierto por delante, que en su estado almacenado, tiene una cubierta de concha de dos partes en cada lado. El misil se lanza en frío con un generador de gas en el extremo del tubo de lanzamiento, que hace que el misil se eleve antes de la ignición. El lanzamiento coincidió con un ejercicio de vuelo trilateral conjunto de Estados Unidos, Japón y Corea del Sur.
El 26 de junio de 2024 se realizó una prueba en la que se utilizó la primera etapa del Hwasong-16 para desplegar varios vehículos de reentrada con objetivos independientes (MIRV). Corea del Norte afirmó que la prueba fue un éxito, mientras que Corea del Sur y Japón afirman que el misil explotó antes de liberar ninguna ojiva.